# Bréel
Bréel est une ancienne commune française, dans le département de l'Orne en région Normandie, devenue le 1er janvier 2016 une commune déléguée au sein de la commune nouvelle d'Athis-Val de Rouvre.
Située au cœur du Houlme et de la Suisse normande, cet ancien fief des Corday est peuplé de 125 habitants, avec une densité de 33,69 hab/km2.

## Géographie
Bréel s'étend sur 3,71 km2 à une altitude moyenne de 157 mètres à proximité de la Roche d'Oëtre. Le point culminant est à 241 mètres d'altitude et l'endroit le plus bas se trouve à 73 mètres d'altitude. La mairie est à 120 mètres d’altitude.
La commune fait partie de la communauté d'agglomération Flers Agglo. Elle est également proche du parc naturel régional Normandie-Maine. La Rouvre est le principal cours d'eau qui baigne le village. Cette rivière est fréquentée par des kayakistes en eau blanche, en contrebas du bourg. Le territoire de Bréel est délimité à l’ouest et au nord-ouest par cette rivière, et au sud-ouest par le ruisseau la Coulandre.
Bréel est située le long de la route de Truttemer-le-Grand à La Forêt-Auvray, suivant le cours d'une ancienne voie romaine. 
Le territoire est traversé par de multiples chemins de randonnée à pied et à VTT.
Le village se situe au milieu du triangle Flers/Condé-sur-Noireau/Falaise, étant à environ 20 kilomètres de chacune de ces villes. La grande ville la plus proche est Caen, à 41,37 kilomètres au nord à vol d'oiseau.
Les gares les plus proches se trouvent à Briouze (12,52 kilomètres) et Flers (15,47 kilomètres).
| Ségrie-Fontaine (comm. nouv. d'Athis-Val de Rouvre)      | Saint-Philbert-sur-Orne      | La Forêt-Auvray (comm. nouv. de Putanges-le-Lac) |
| Ségrie-Fontaine (comm. nouv. d'Athis-Val de Rouvre)      | Bréel                        | La Forêt-Auvray (comm. nouv. de Putanges-le-Lac) |
| Notre-Dame-du-Rocher (comm. nouv. d'Athis-Val de Rouvre) | Sainte-Honorine-la-Guillaume | La Forêt-Auvray (comm. nouv. de Putanges-le-Lac) |

« Ce ne sont que collines serrées les unes contre les autres, qui montent en s’arrondissant jusqu’au plateau plus élevé où se dressait, jadis, le manoir de Ségrie-Fontaine. Cette nature tourmentée n’a rien d’aride ni de sauvage. Cela tient sans doute, à l’harmonie des lignes, au jeu de la lumière entre les grands arbres qui bordent les champs, à ce je ne sais quoi d’idéal et de vaporeux qui semble la physionomie particulière du bocage normand, surtout dans les mois d’automne. Si vous voulez saisir dans son ensemble ce gracieux paysage, faites l’ascension de la Roche d'Oëtre et, du haut de l’immense rocher qui surplombe, votre regard pourra suivre, au fond de la vallée les sinuosités de la Rouvre. »

## Toponymie
Le nom de la localité est attesté sous la forme Brael vers 1335.
Albert Dauzat passe sous silence ce nom de lieu, montrant par là qu'il ne possède pas de forme ancienne et qu'il y a un problème quant à son interprétation. René Lepelley considère ce toponyme comme issu du bas latin d'origine gauloise brogilu, « petit bois », ayant donné le français breuil (enclos, boisé ou non, où les bêtes étaient parquées). Ernest Nègre envisage quant à lui l'emploi de l'anthroponyme germanique Blidaldus pris absolument. François de Beaurepaire préfère rapprocher ce toponyme de Bréhal (Manche, Brehelio vers 1100); Bréal-sous-Vitré (Ille-et-Vilaine, Braellum XIe siècle; Breelo 1108); Bréal-sous-Montfort (Ille-et-Vilaine, Breal 1154), dans lesquels il identifie un même suffixe -allum, rapprochements que justifie la localisation géographique, mais il n'apporte pas d'autre explication.

### Microtoponymie
Bréel est composée de différents hameaux, contigus et situés dans le bourg ou près du bourg : les Grands Cotereaux, la Petite Couture, l'Être aux Guislains, l'Être aux Môres, la Foutelaye (de foutelaie synonyme de hêtraie, ou de foutel signifiant « hêtre » ; cf. la Fontelaye et la Futelaye), l'Oullière, la Rôrie et le Ruisseau. Il y a également des hameaux ou lieux-dits plus isolés : la Bagottière (d'une famille Bagot + suffixe -ière), le Blanc Rocher, la Boscherie, la Chevalerie, la Cour de Bréel, le Douit de Bréel (douit étant une variante de douet « ruisseau »), l’Être aux Coqs, le Hamel (forme normande qui a donné hameau en français), la Maisonnette, le Maly, le Moulin des Rivières, Oëtre, le Pont de Ségrie (ou le Moulin de Bréel, ou le Moulin de Ségrie), les Pucettes, le Souquet et le Val Fermé. Le nom des hameaux l'Être aux Guislains et l'Être aux Môres sont formés avec les noms des vieilles familles bréeloises Môre et Guislain. Le mot Être est quant à lui une variante graphique des mots âtre ou aître qui ici veulent dire « foyer ». Le hameau d'Oëtre se situe à l'extrémité nord du territoire communal de Bréel, à proximité de la fameuse roche d'Oëtre qui, elle, se situe sur la commune de Saint-Philbert-sur-Orne. 
Le gentilé de la commune est Bréeloise et Bréelois.

## Histoire

Le blason des Corday.

Le château des Corday s’élevait jadis à l’emplacement de la ferme sise au lieu-dit la Cour de Bréel, près de l’étang qui existe toujours de nos jours. Un membre de la famille, Guillaume Corday, fut curé de la chapelle qui porte leur nom, pendant plus de cinquante ans, de 1476 à 1527.
Au XVIIIe siècle, Bréel comptait 675 habitants et tirait sa richesse de son sol granitique.
L’exploitation des carrières, sur un magnifique filon de granite, s’est poursuivie jusqu’à la Seconde Guerre mondiale. De belles pierres taillées, nécessaires à la construction des demeures de Caen et même au-delà, sont parties de Bréel. La chapelle du Blanc Rocher (1855), nichée dans les bois, et la chapelle Saint-Joseph (1895), posée sur une butte face à un grand calvaire de granit, ont été construites par les carriers et sont les témoignages de cet essor.
L'ancien moulin de Bréel (appelé également moulin de Ségrie) abrite aujourd'hui la Maison de la rivière et du paysage.
En 1789, la paroisse dépendait du bailliage secondaire de Tinchebray, lui-même dépendant du grand bailliage de Cotentin.
En 1789 toujours, la paroisse dépendait de la sergenterie dite du Bailliage de Condé, de l'élection de Vire, et de la généralité de Caen. Du point de vue religieux elle relevait du diocèse de Séez.
En 1900, un pressoir à cidre en granite, taillé d’une seule pièce dans une carrière de Bréel, a été présentée à l'exposition universelle de Paris.
Le 1er janvier 2016, Bréel intègre avec sept autres communes la commune d'Athis-Val de Rouvre créée sous le régime juridique des communes nouvelles instauré par la loi no 2010-1563 du 16 décembre 2010 de réforme des collectivités territoriales. Les communes d'Athis-de-l'Orne, Bréel, La Carneille, Notre-Dame-du-Rocher, Ronfeugerai, Ségrie-Fontaine, Taillebois et Les Tourailles deviennent des communes déléguées et Athis-de-l'Orne est le chef-lieu de la commune nouvelle.

### Libération de Bréel et de la région alentour en 1944
Lors de la bataille de Normandie, sur le front ouest de la poche de Falaise, le 15 août, au terme de l’opération Blackwater dont l'objectif était d’établir une tête de pont sur le Noireau, la 43e Wessex Infantry Division du Major-General Ivor Thomas franchit la rivière à Condé-sur-Noireau et libère Berjou le lendemain. Le 16, la 11e Armored Division entre dans Flers. 
Devant la chute imminente de Falaise, le Generalfeldmarschall Günther von Kluge, chef du Heeresgruppe B, fait un exposé téléphonique de la situation au général Alfred Jodl, chef des opérations à l'Oberkommando der Wehrmacht. Sans attendre l'accord du Führer, von Kluge ordonne un repli immédiat de la 7e Armée et du Panzergruppe Eberbach à l'est de l'Orne, qui sera effectué en deux ou trois mouvements de nuit. À l'est de Flers, la défense repose sur le IIe Fallschim-Korps, avec son poste de commandement près de Sainte-Honorine-la-Chardonne. Les 9e et 10e SS-Panzer-Division se retirent vers Putanges, via Notre-Dame-du-Rocher. Le 17 août, la 11e Armoured Division progresse en deux colonnes composées de blindés et d'infanterie. L'objectif de la première est Putanges, via Athis-de-l'Orne et Notre-Dame-du-Rocher. La seconde, en parallèle et huit kilomètres plus au sud, part de Flers en direction de Briouze. Lors du franchissement de la Rouvre, au lieu-dit Le Pont Huan, le 3e Battalion Monmouthshire Regiment subit 25 pertes, le 2e Fife and Forfar Yeomanry Armoured Regiment perd deux blindés. À deux kilomètres plus au nord, juste après Taillebois, les Allemands, retranchés dans le secteur de Notre-Dame-du-Rocher, harcèlent les hommes de la 8e Rifle Brigade et du 23e Hussars. Le pont sur la Rouvre est détruit et les combats durent toute la nuit. À l'aube, le Royal Engineers a posé un pont, les Allemands se sont repliés. Notre-Dame-du-Rocher est libérée, ainsi que Bréel, alors que sur l’aile gauche, le 43e Reconnaissance Regiment de la 43e Infantry Division est à Ségrie-Fontaine.

## Politique et administration
| Période                                  | Période       | Identité       | Étiquette | Qualité                     |
| ---------------------------------------- | ------------- | -------------- | --------- | --------------------------- |
| 1823                                     | 1843          | Jacques Durand |           |                             |
| 1872                                     | -             | Jean Delarue   |           |                             |
| 1900                                     | -             | Émile Dolbecq  |           |                             |
| 1965                                     | mars 2008     | Georges Marie  |           |                             |
| mars 2008                                | décembre 2015 | Nicole Rogue   | SE        | Technicienne de laboratoire |
| Les données manquantes sont à compléter. |               |                |           |                             |

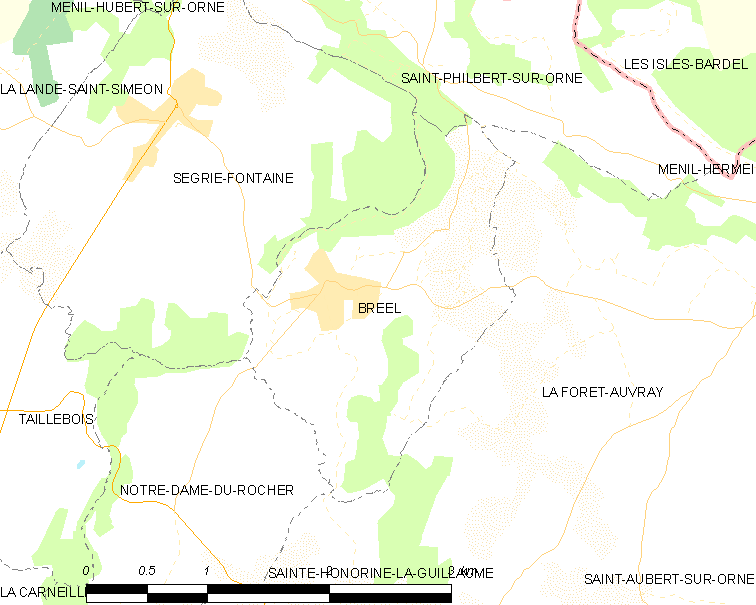
Carte de Bréel et des communes alentour.

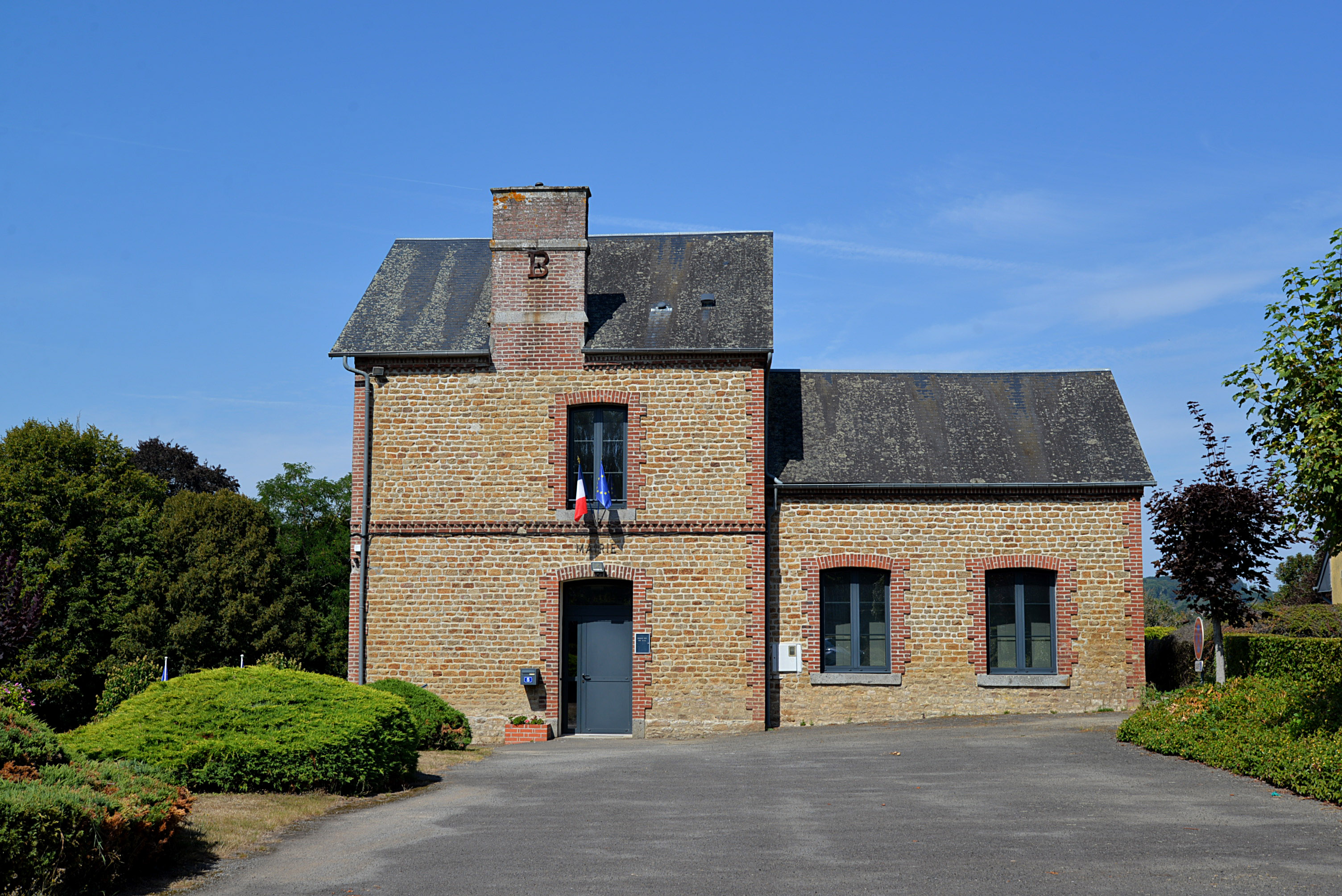
La mairie.

Le conseil municipal était composé de onze membres dont le maire et deux adjoints. Ces conseillers intègrent au complet le conseil municipal d'Athis-Val de Rouvre le 1er janvier 2016 jusqu'en 2020 et Nicole Rogue devient maire délégué. Elle est remplacée par Gilles Petit en mai 2020.

## Démographie
En 2021, la commune comptait 125 habitants. Depuis 2004, les enquêtes de recensement dans les communes de moins de 10 000 habitants ont lieu tous les cinq ans (en 2007, 2012, 2017, etc. pour Bréel) et les chiffres de population municipale légale des autres années sont des estimations.
Bréel a compté jusqu'à 714 habitants en 1800.
| 1793 | 1800 | 1806 | 1821 | 1831 | 1836 | 1841 | 1846 | 1851 |
| ---- | ---- | ---- | ---- | ---- | ---- | ---- | ---- | ---- |
| 664  | 714  | 683  | 696  | 672  | 705  | 702  | 706  | 673  |

| 1856 | 1861 | 1866 | 1872 | 1876 | 1881 | 1886 | 1891 | 1896 |
| ---- | ---- | ---- | ---- | ---- | ---- | ---- | ---- | ---- |
| 645  | 658  | 579  | 548  | 564  | 515  | 505  | 477  | 453  |

| 1901 | 1906 | 1911 | 1921 | 1926 | 1931 | 1936 | 1946 | 1954 |
| ---- | ---- | ---- | ---- | ---- | ---- | ---- | ---- | ---- |
| 404  | 363  | 324  | 241  | 233  | 225  | 210  | 207  | 205  |

| 1962 | 1968 | 1975 | 1982 | 1990 | 1999 | 2007 | 2012 | 2017 |
| ---- | ---- | ---- | ---- | ---- | ---- | ---- | ---- | ---- |
| 203  | 159  | 149  | 141  | 150  | 126  | 135  | 124  | 125  |

| 2019 | - | - | - | - | - | - | - | - |
| ---- | - | - | - | - | - | - | - | - |
| 124  | - | - | - | - | - | - | - | - |

## Économie
La menuiserie Concept Bois, anciennement Menuiserie Rogue fondée par Henri Rogue, a été la seule entreprise de Bréel pendant de nombreuses années. Elle est aujourd'hui fermée.  
Désormais, le tiers lieu La Menuise, un espace de travail mutualisé de la Suisse Normande participant au renouveau économique du territoire, s’est installé dans les locaux de la menuiserie Rogue appartenant toujours à la famille Rogue. Il héberge notamment un atelier participatif de pressage de pommes, un atelier de création de dessins animés, un atelier de vannerie, un atelier de réparation de bicyclettes et des espaces de travail partagé.

## Lieux et monuments

### Monuments
- Église Saint-Pierre-et-Saint-Paul (XVIe siècle) dont la chapelle de Corday, formant le transept sud, datant de la fin du XVe siècle, est inscrite au titre des monuments historiques depuis le 19 juillet 1926[14]. Cette chapelle était destinée à la sépulture de la famille seigneuriale des Corday et leur blason y figure sur la croisée d'ogives. Une Vierge à l'Enfant à l'oiseau des environs de 1500 fait l'objet d'un classement à titre d'objet[15]. Cette Vierge, sculptée sur bois, porte une couronne posée sur un voile court masquant sa chevelure. Marie est vêtue d'un manteau à galon brodé retenu sur ses épaules par une double lanière et d'une robe à décolleté et corsage ajouré. L'enfant Jésus, assis bien droit sur son bras gauche, porte un ample vêtement qui découvre sa jambe gauche dont le pied repose dans la main droite de Marie. Il tient un oiseau sur sa main droite et de l'autre présente une pomme. La Vierge est légèrement hanchée, ventre en avant. Cette sculpture polychrome ancienne est visible sous une peinture du XIXe siècle. À l'extérieur, la façade de la chapelle de Corday est ornée de granit ouvragé dont la figuration, unique dans l’Orne rappelle les ouvrages que l’on rencontre dans les enclos paroissiaux en Bretagne. Sur cette façade, au bas du gable, se trouvent deux bustes sculptés, l'un représentant un vivant et l'autre représentant un mort. Juste au-dessus, on peut lire l'inscription « Telz fusmes coe vo Tel seres coe no » qui veut dire « Nous avons été comme vous, vous serez comme nous ». À l'intérieur de l'église, des nervures courent le long de la voûte. Les ornements se composent de pendentifs, de culs-de-lampe, et de statues de saints soutenues par des consoles ornées.

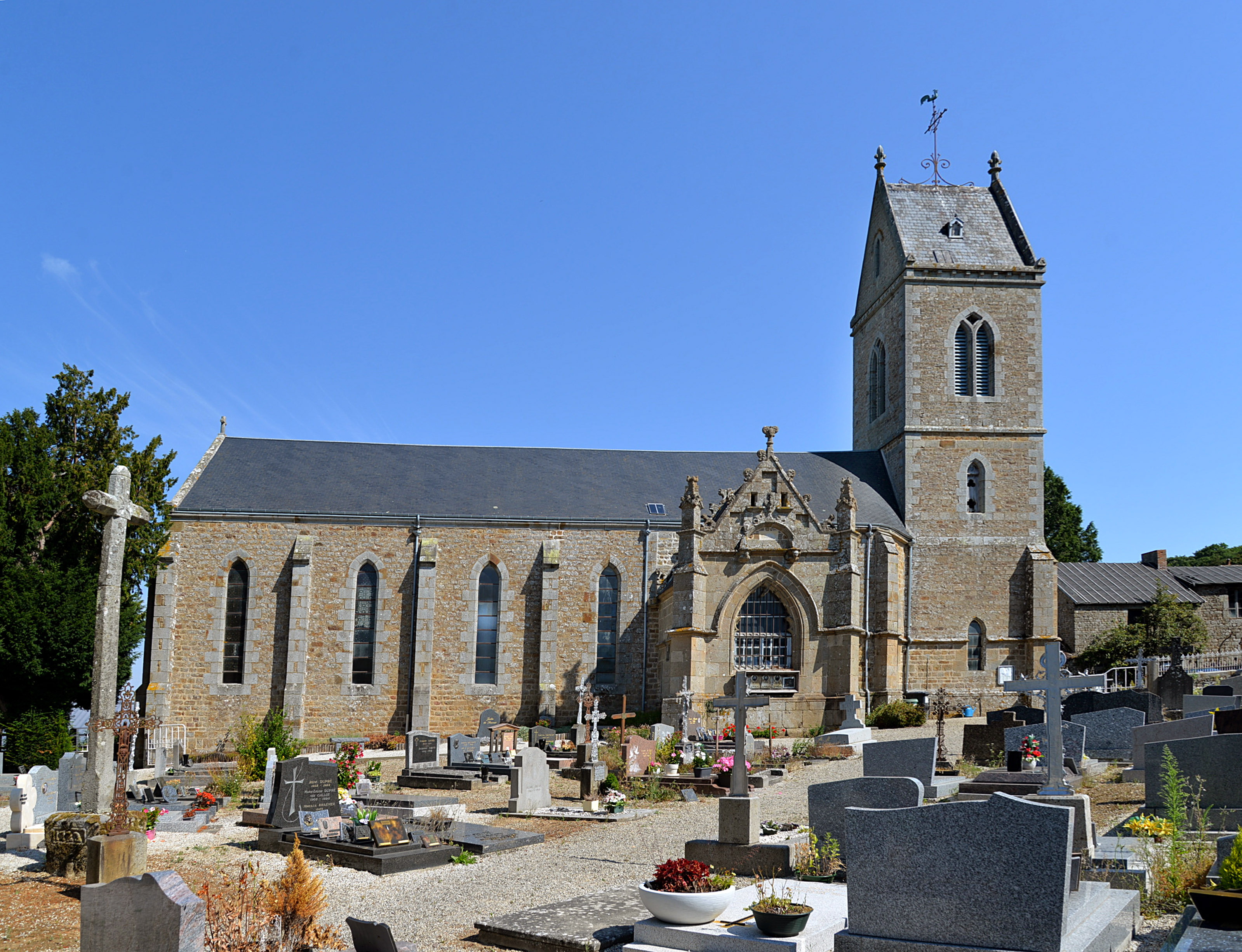
L'église Saint-Pierre et Saint-Paul de Bréel côté sud, avec le cimetière.
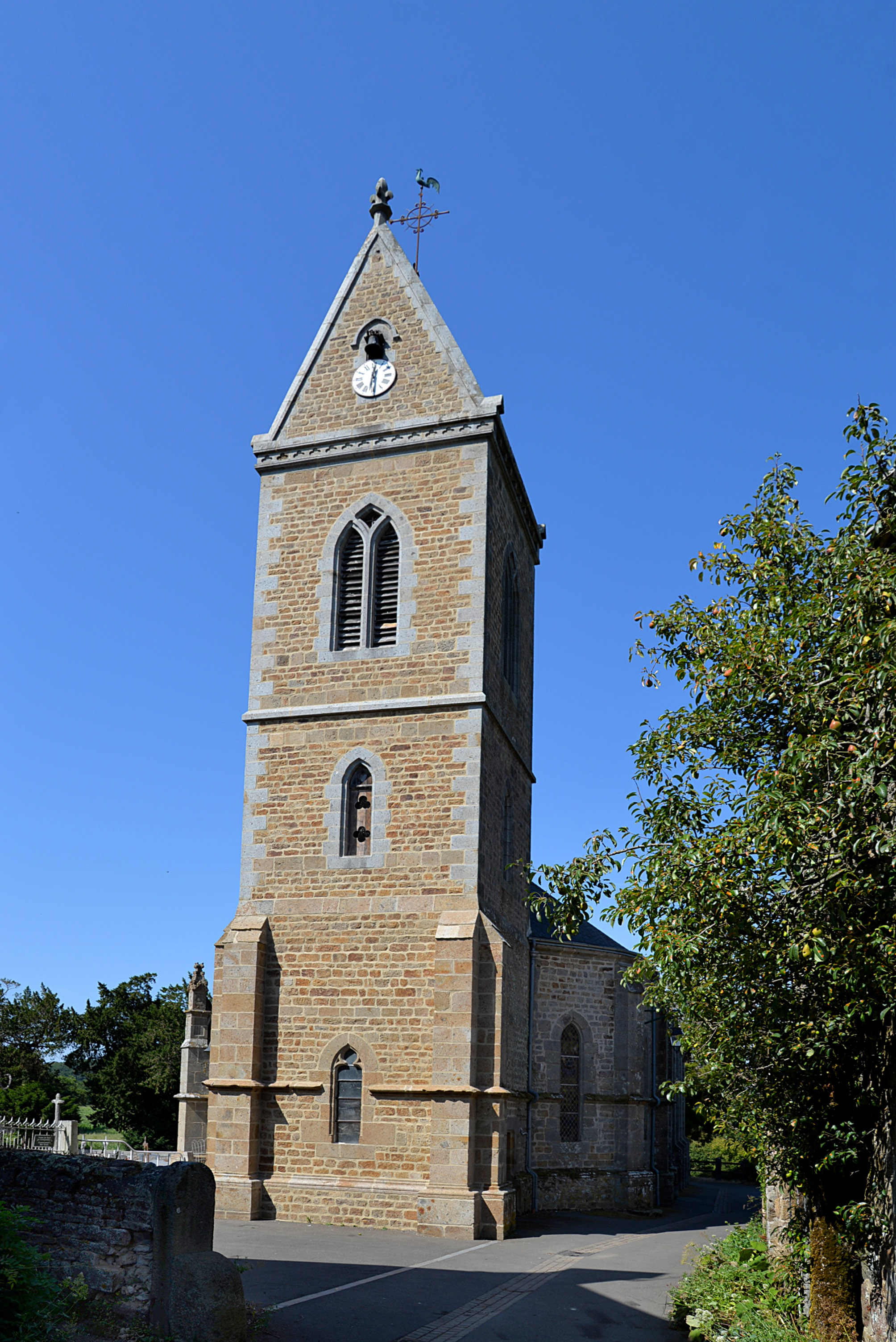
Clocher de l'église Saint-Pierre-et-Saint-Paul vu de l'impasse de Corday.
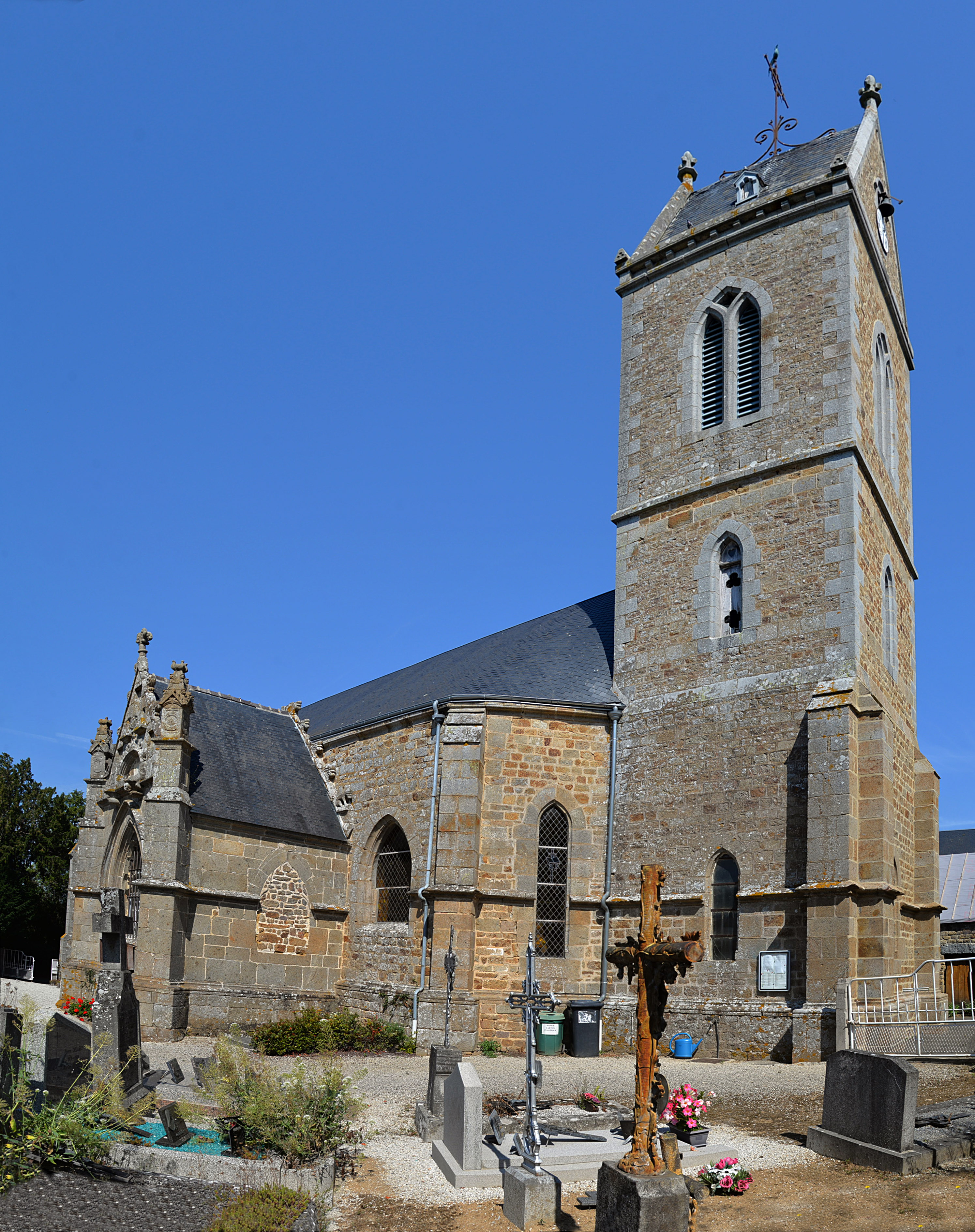
Église Saint-Pierre-et-Saint-Paul.
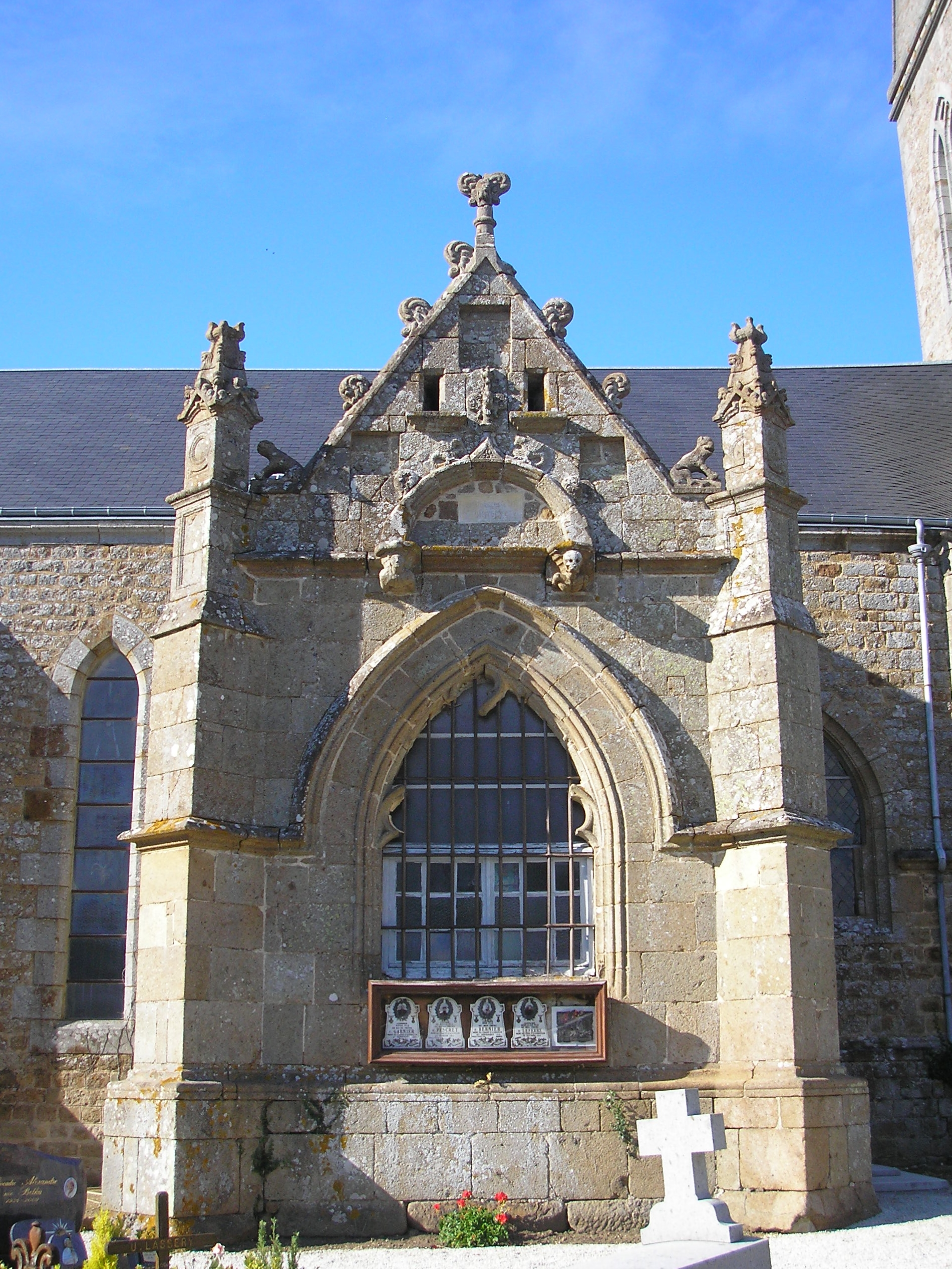
La chapelle de Corday.

- Chapelle Saint-Joseph, du XIXe siècle. Elle a été construite en 1895 par l'abbé Hippolyte Simon, curé de Bréel, sur un terrain offert par une paroissienne. Ce petit édifice en granite n'est pas orienté, avec un chœur à chevet semi-circulaire situé au nord. Il est fait sur un plan allongé à un vaisseau, sur une longueur d'environ 10 mètres et une largeur d'environ 6 mètres. La chapelle Saint-Joseph est précédée d'une petite grotte artificielle dédiée à la Vierge. La chapelle est en hauteur et on y accède par un petit escalier. Elle possède un espace intérieur unique couvert d'une voûte sur croisées d'ogives. Les chapiteaux intérieurs sont sculptés. La partie supérieure du mur ainsi que la voûte sont recouvertes d'un badigeon blanc, tandis que la partie inférieure est en granite apparent, pierre de taille et moellon. Les quatre baies et le portail possèdent un arc brisé. Le toit est à longs pans croupe ronde couvert d'ardoises[16].

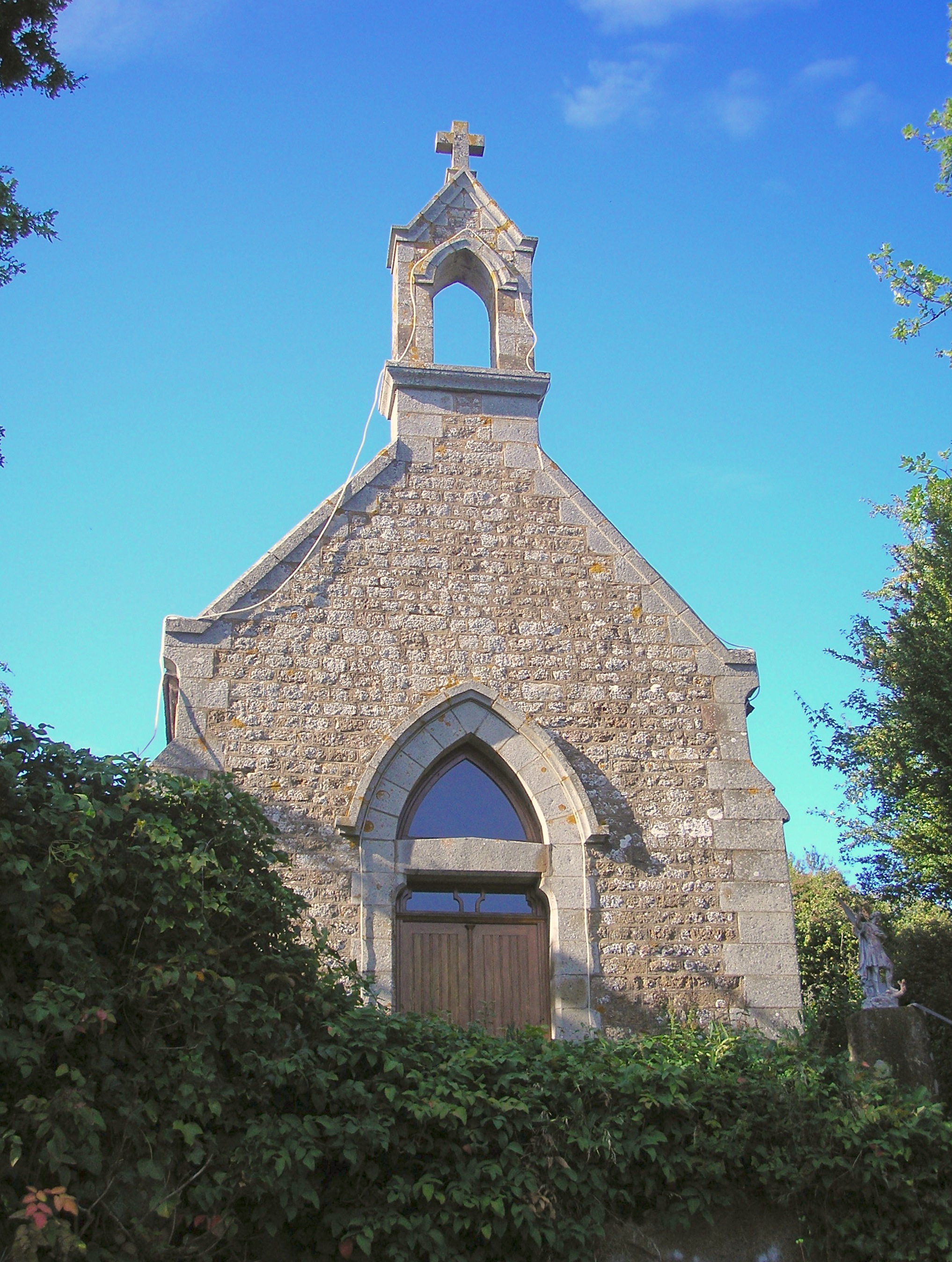
La chapelle Saint-Joseph.
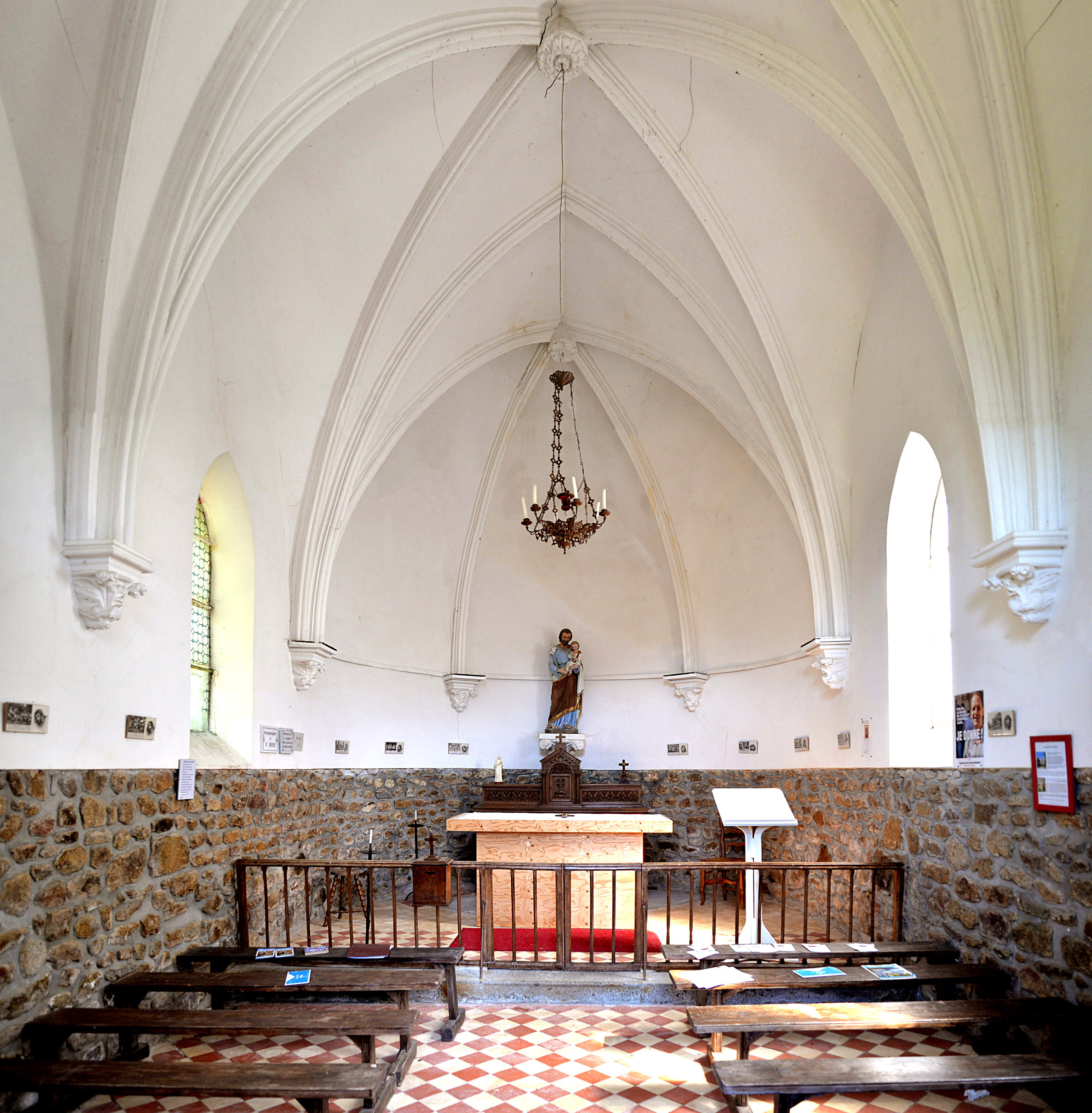
Intérieur de la chapelle Saint-Joseph.
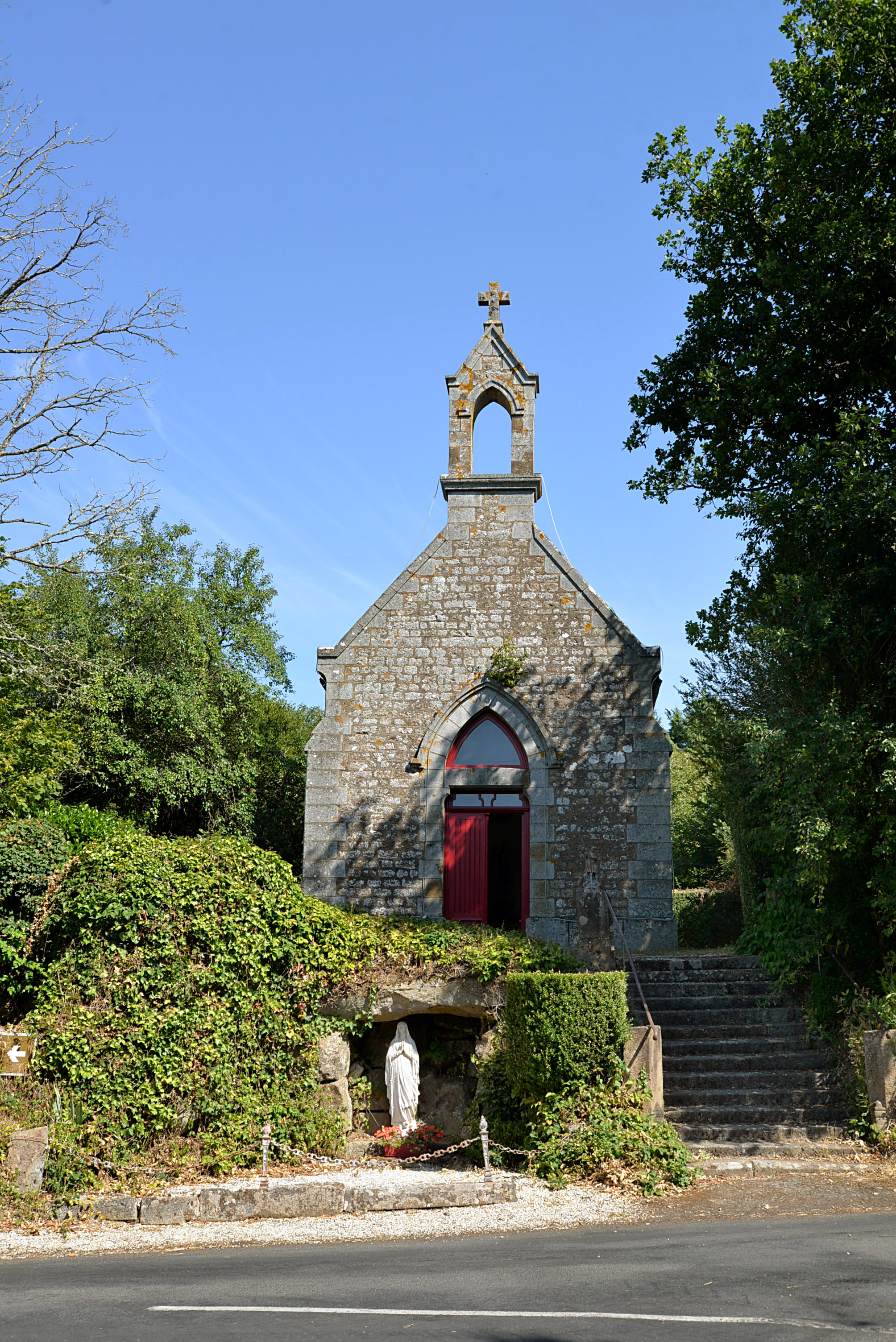
La chapelle Saint-Joseph au-dessus de la petite grotte mariale.

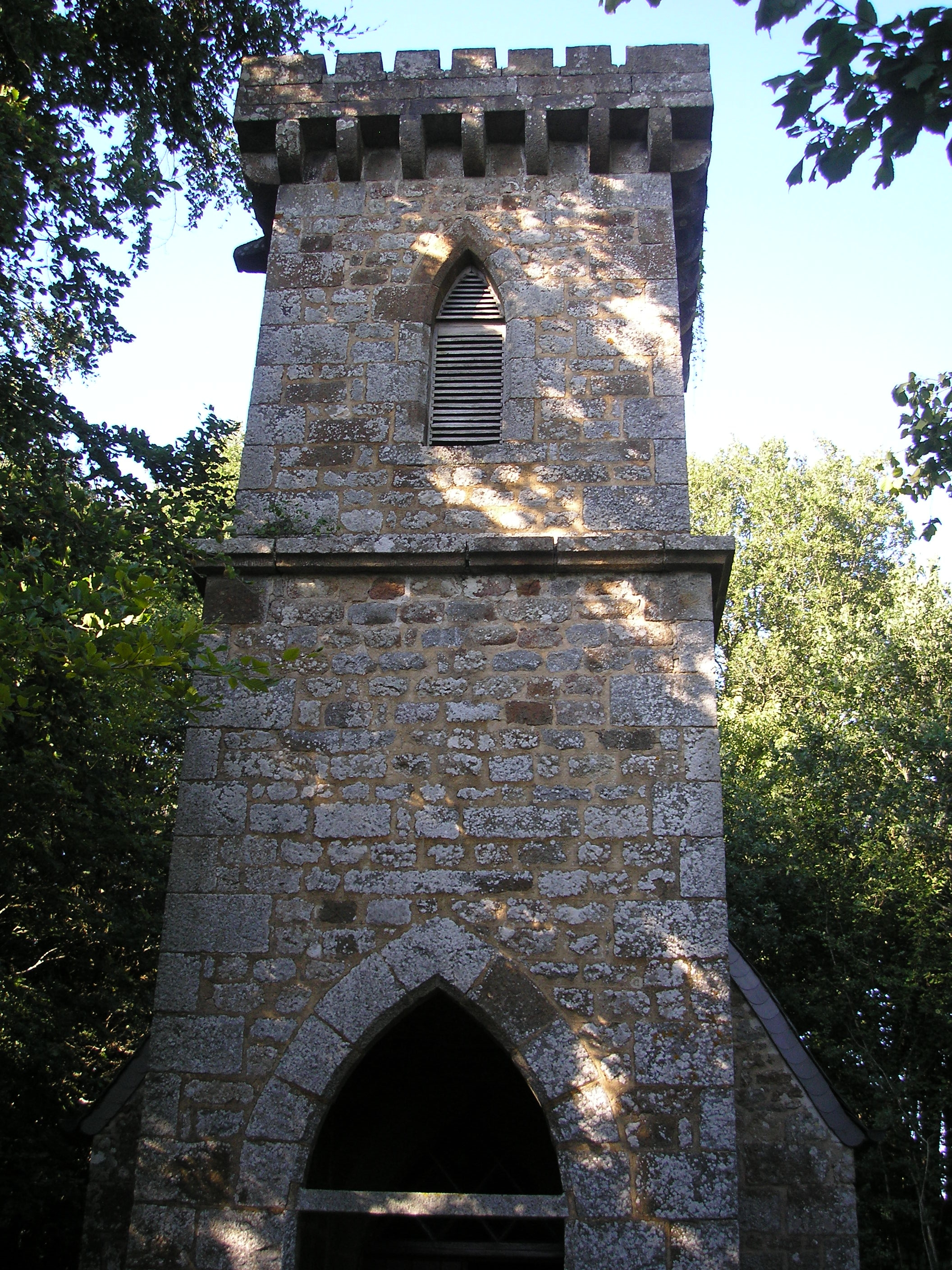
La chapelle Notre-Dame-du-Blanc-Rocher.

- Chapelle Notre-Dame-du-Blanc-Rocher, du XIXe siècle. Cette petite chapelle en granite, pierre de taille et moellon, n'est pas non plus orientée, le chœur se situant également au nord. Son plan est allongé sur environ 9 mètres de longueur et sur environ 5 mètres de largeur. Elle possède une tour-porche crénelé. Le toit à longs pans pignon a une couverture en partie constituée d'ardoise en écaille de poisson. L'intérieur est éclairé par la lumière naturelle qui arrive par deux baies. La voûte en berceau plein-cintre est peinte en bleu et la partie supérieure du mur nord en vert. La partie supérieure des autres murs est couverte d'un badigeon blanc, la partie inférieure restant en pierre apparente. Sur le mur nord, il est écrit « Notre-Dame du Blanc-Rocher priez pour nous »[17].

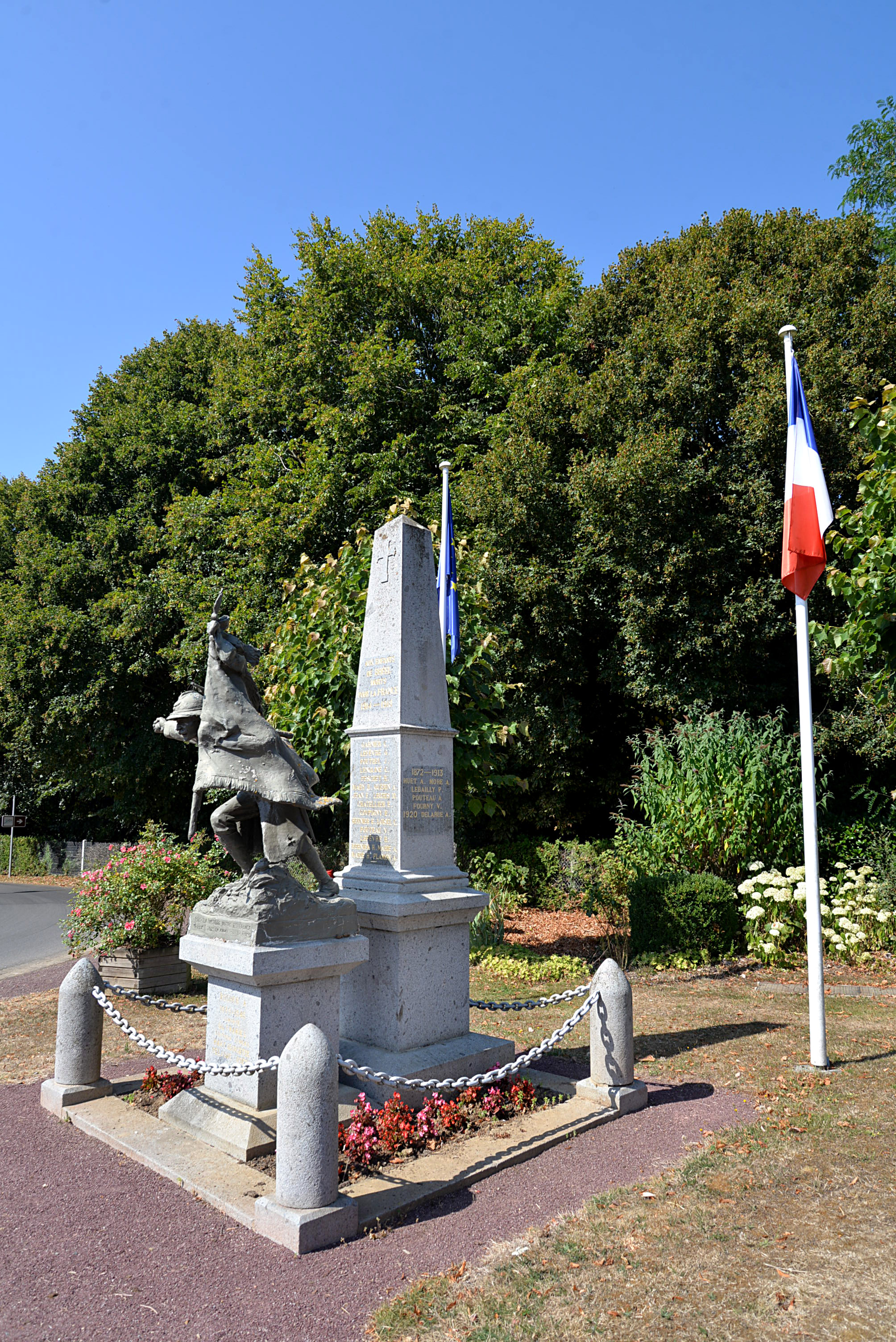
Le monument aux morts, côté nord…
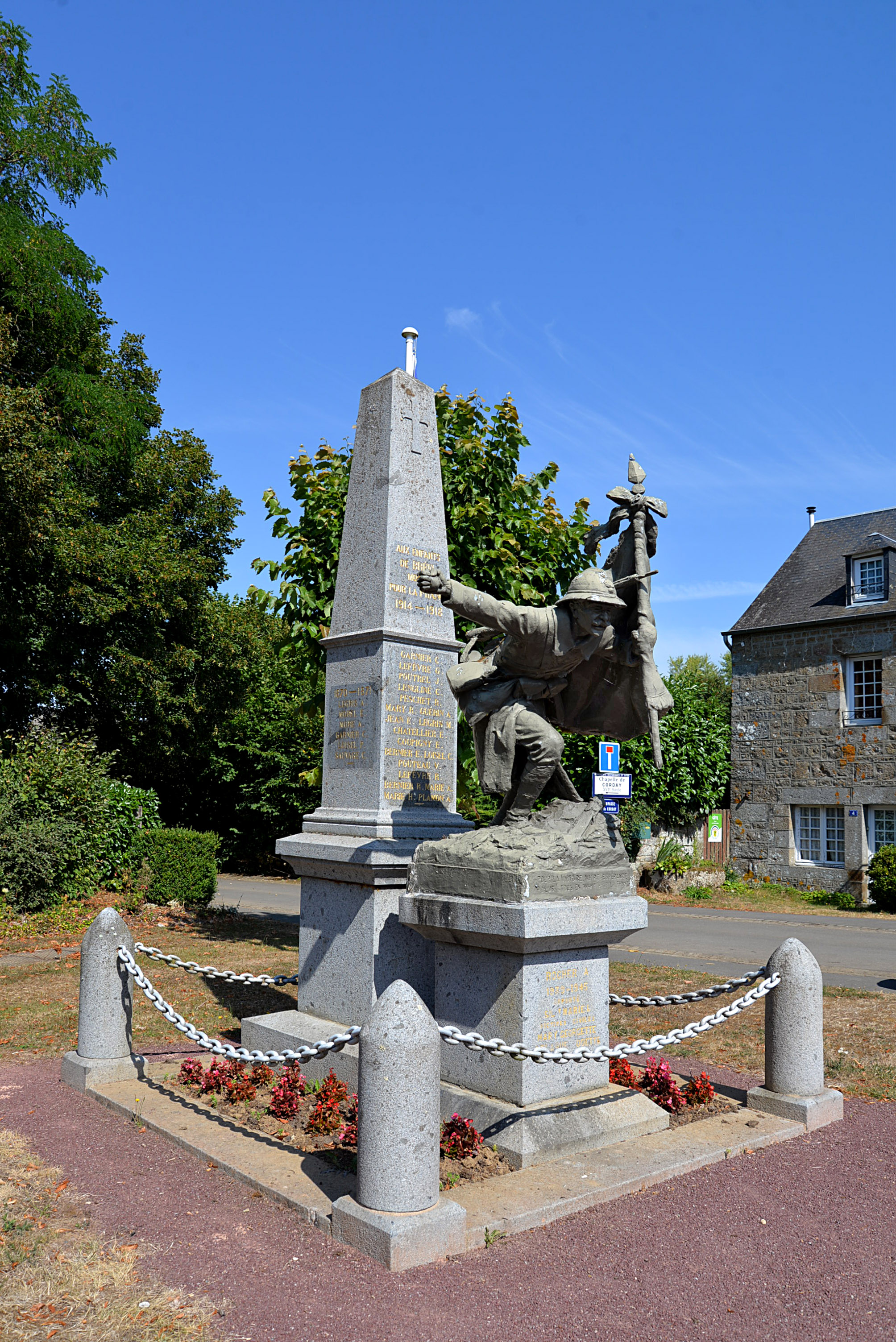
… et côté sud.

### La vallée de la Rouvre

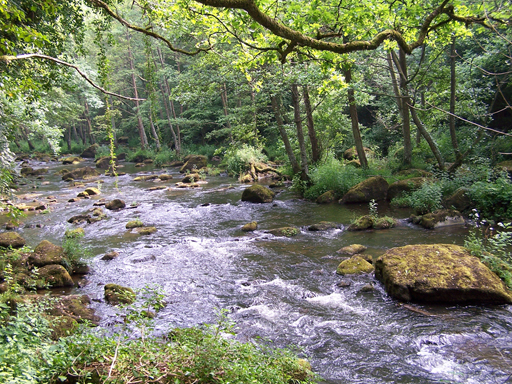
Les pittoresques gorges de la Rouvre, entre la Maison du Paysage et la Roche d'Oëtre à Saint-Philbert-sur-Orne.

Cette petite commune est très préservée en matière de bâti (constructions en granit). Le site de la Maison de la rivière et du paysage est en partie sur le territoire communal. Il est constitué de deux anciens moulins qui ont été réaménagés par les collectivités locales (conseil général de l'Orne, communauté de communes du Bocage d'Athis) et les AAPPMA de l'Orne pour l'accueil du grand public et des scolaires dans le cadre d'expositions et d'animations sur l'eau, la nature, l'environnement : la Maison du paysage (et son café-boutique « nature ») et la Maison de l'eau et de la rivière. Le Centre permanent d'initiatives pour l'environnement des Collines normandes gère l'animation du site.
Le site est également équipé d'un parcours pêche-nature accessible au public à mobilité réduite, prolongé par un sentier pittoresque traversant les gorges de la Rouvre et remontant jusqu'au belvédère naturel de la Roche d'Oëtre, à Saint-Philbert-sur-Orne. 
Ce secteur de la vallée de la Rouvre dispose d'un label d'espace naturel sensible du département de l'Orne, accueillant de nombreuses espèces animales ou végétales, dont certaines sont protégées aux niveaux national et/ou européen (loutre, moule perlière, écrevisse à pattes blanches, pilulaire commune, saumon, spergule printanière, osmonde royale…).

## Activité et manifestations
Une « faites » des légumes et des jardins (2 à 3 000 participants sur un dimanche) est organisée tous les deux ans, en septembre, autour de la Maison du paysage par l'association gestionnaire du site : le CPIE (Centre permanent d'initiatives pour l'environnement) des collines normandes.

## Personnalités liées à la commune
- Jacques de Caligny (né en 1388), seigneur de Bréel ;
- Guy Barbot (né en 1726), seigneur de Bréel ;
- Léonce Grimaldi (né en 1735), seigneur de Bréel ;
- Marcel Pierre (1897 à Bréel - 1969), artiste statuaire, sculpteur et peintre : l'artiste a réalisé pour son village natal le monument dédié aux Poilus de 14-18 inauguré le 23 octobre 1921[18]. Celui-ci est classé comme le plus original et le plus vivant au niveau national. De plus, dans l'église Saint-Pierre-et-Saint-Paul de la commune, est scellée au mur une plaque commémorative réalisée par le sculpteur bréelois, en bas-relief représentant un Poilu gisant orné de feuilles de chêne et d'olivier, ainsi qu'une Croix de guerre.